# Venezuelatopptyrann
Venezuelatopptyrann (Myiarchus venezuelensis) är en fågel i familjen tyranner inom ordningen tättingar.

## Utseende och läte
Venezuelatopptyrann är en rätt stor tyrann med gråbrun ovansida, ljust på strupe och bröst samt ljusgult på buken. 
Den kan lätt förväxlas med andra arter, framför allt korttofsad topptyrann. Venezuelatopptyrannen har dock rakare näbb med rosa vid näbbroten och avvikande läte, ett melankoliskt "puuuueeEEEuuuuu" som är längre än hos mörkhättad topptyrann. Könen är lika.

## Utbredning och systematik
Fågeln förekommer i karibiska låglandet i norra Colombia och norra Venezuela samt på Tobago. Den behandlas som monotypisk, det vill säga att den inte delas in i några underarter.

## Levnadssätt
Venezuelatopptyrannen hittas i fuktiga skogar, galleriskog, savann med träd och buskiga områden intill skogsområden. Den ses vanligen enstaka.

## Status
Arten har ett stort utbredningsområde och beståndet anses vara stabilt. Internationella naturvårdsunionen IUCN listar den därför som livskraftig (LC).